# XX/XY
XX/XY es una película de 2002 protagonizada por Mark Ruffalo, Kathleen Robertson y Maya Stange. La película es un drama romántica escrita y dirigida por Austin Chick, el título se refiere a los diferentes pares de cromosomas en los hombres y mujeres. 

## Sinopsis
Tres amigos comienzan una relación peligrosa que se sale de control, dando lugar a graves consecuencias que les acechan diez años más tarde.